# لیگ قهرمانان اروپا ۹۸–۱۹۹۷
لیگ قهرمانان اروپا ۹۸–۱۹۹۷ (به انگلیسی: 1997–98 UEFA Champions League) چهل و سومین دوره از مسابقات فوتبال باشگاه‌های برتر اروپا و ششمین دورهٔ لیگ قهرمانان اروپا از زمان تغییر نام رقابت‌ها در سال ۱۹۹۲ بود. در فینال این رقابت‌ها، تیم رئال مادرید موفق شد با نتیجهٔ ۱–۰ تیم یوونتوس را شکست دهد و پس از ۳۲ سال، عنوان قهرمانی این رقابت‌ها را به دست آورد؛ این سومین دورهٔ متوالی بود که یوونتوس به فینال این رقابت‌ها صعود می‌کرد.
این نخستین دورهٔ لیگ قهرمانان بود که با شش گروه برگزار می‌شد. در فصول گذشته، رقابت‌ها با چهار گروه برگزار می‌شد. برگزاری بازی‌ها با شش گروه، باعث می‌شد که تنها دو تیم برتری که در جایگاه دوم گروه خود قرار گرفته‌اند، به مرحلهٔ حذفی صعود کنند؛ این در حالی است که در برگزاری رقابت‌ها با چهار گروه، همهٔ تیم‌های دوم گروه‌ها به مرحلهٔ حذفی صعود می‌کردند. این دورهٔ لیگ قهرمانان همچنین نخستین دوره‌ای بود که دو مرحلهٔ انتخابی برگزار شد. در گذشته تنها یک دور برگزار می‌شد. سه سال پس از ورود به جام یوفا، در این دوره قهرمانان کشورهای کوچک‌تر به لیگ قهرمانان بازگشتند. برای نخستین بار، تیم‌های دوم هشت لیگ داخلی، مجوز حضور در لیگ قهرمانان اروپا را کسب کردند؛ در گذشته تنها تیم‌های قهرمان لیگ‌های داخلی می‌توانستند در این رقابت‌ها حضور یابند. بروسیا دورتموند، مدافع عنوان قهرمانی، در فصل گذشته در جایگاه سوم لیگ داخلی خود قرار گرفت؛ این موضوع موجب شد تا آلمان تبدیل به نخستین لیگ حرفه‌ای شود که سه نماینده در این رقابت‌ها داشته‌است (تیم‌های اول و دوم لیگ به علاوه بروسیا دورتموند مدافع عنوان قهرمانی رقابت‌ها).
تیم بروسیا دورتموند، مدافع عنوان قهرمانی، با شکست مقابل رئال مادرید در مرحلهٔ نیمه‌نهایی، از دور رقابت‌ها کنار رفت.

قهرمانان ارمنستان، جمهوری آذربایجان، بلاروس، اسلواکی و جمهوری مقدونیه برای نخستین بار به این رقابت‌ها راه یافتند. همچنین، قهرمان یوگسلاوی برای نخستین بار از فصل ۹۲–۱۹۹۱ و پس از رفع محرومیت ناشی از قطعنامهٔ ۷۵۷ شورای امنیت، به این رقابت‌ها بازگشت.

## مرحلهٔ گروهی
در این مرحله، ۲۴ تیم در قالب ۶ گروه حاضر شدند. شش تیم صدرنشین گروه‌ها به همراه دو تیم برتری که در جایگاه دوم قرار گرفتند، هشت تیم نهایی مرحلهٔ حذفی را تشکیل دادند.

### گروه A
| تیم             | بازی | برد | تساوی | باخت | گل زده | گل خورده | تفاضل گل | امتیاز | راه‌یابی            |
| --------------- | ---- | --- | ----- | ---- | ------ | -------- | -------- | ------ | ------------------ |
| بروسیا دورتموند | ۶    | ۵   | ۰     | ۱    | ۱۴     | ۳        | +۱۱      | ۱۵     | صعود به مرحلهٔ حذفی |
| پارما           | ۶    | ۲   | ۳     | ۱    | ۶      | ۵        | +۱       | ۹      | –                  |
| اسپارتا پراگ    | ۶    | ۱   | ۲     | ۳    | ۶      | ۱۱       | –۵       | ۵      | –                  |
| گالاتاسرای      | ۶    | ۱   | ۱     | ۴    | ۴      | ۱۱       | −۷       | ۴      | –                  |

|                 | بروسیا دورتموند | پارما | اسپارتا پراگ | گالاتاسرای |
| --------------- | --------------- | ----- | ------------ | ---------- |
| بروسیا دورتموند | –               | ۲–۰   | ۴–۱          | ۴–۱        |
| پارما           | ۱–۰             | –     | ۲–۲          | ۲–۰        |
| اسپارتا پراگ    | ۰–۳             | ۰–۰   | –            | ۳–۰        |
| گالاتاسرای      | ۰–۱             | ۱–۱   | ۲–۰          | –          |

### گروه B
| تیم            | بازی | برد | تساوی | باخت | گل زده | گل خورده | تفاضل گل | امتیاز | راه‌یابی            |
| -------------- | ---- | --- | ----- | ---- | ------ | -------- | -------- | ------ | ------------------ |
| منچستر یونایتد | ۶    | ۵   | ۰     | ۱    | ۱۴     | ۵        | +۹       | ۱۵     | صعود به مرحلهٔ حذفی |
| یوونتوس        | ۶    | ۴   | ۰     | ۲    | ۱۲     | ۸        | +۴       | ۱۲     | صعود به مرحلهٔ حذفی |
| فاینورد        | ۶    | ۳   | ۰     | ۳    | ۸      | ۱۰       | –۲       | ۹      | –                  |
| کوشیتسه        | ۶    | ۰   | ۰     | ۶    | ۲      | ۱۳       | −۱۱      | ۰      | –                  |

|                | منچستر یونایتد | یوونتوس | فاینورد | کوشیتسه |
| -------------- | -------------- | ------- | ------- | ------- |
| منچستر یونایتد | –              | ۳–۲     | ۲–۱     | ۳–۰     |
| یوونتوس        | ۱–۰            | –       | ۵–۱     | ۳–۲     |
| فاینورد        | ۱–۳            | ۲–۰     | –       | ۲–۰     |
| کوشیتسه        | ۰–۳            | ۰–۱     | ۰–۱     | –       |

### گروه C
| تیم             | بازی | برد | تساوی | باخت | گل زده | گل خورده | تفاضل گل | امتیاز | راه‌یابی            |
| --------------- | ---- | --- | ----- | ---- | ------ | -------- | -------- | ------ | ------------------ |
| دینامو کی‌یف     | ۶    | ۳   | ۲     | ۱    | ۱۳     | ۶        | +۷       | ۱۱     | صعود به مرحلهٔ حذفی |
| پی‌اس‌وی آیندهوون | ۶    | ۲   | ۳     | ۱    | ۹      | ۸        | +۱       | ۹      | –                  |
| نیوکاسل یونایتد | ۶    | ۲   | ۱     | ۳    | ۷      | ۸        | –۱       | ۷      | –                  |
| بارسلونا        | ۶    | ۱   | ۱     | ۴    | ۴      | ۱۱       | −۷       | ۴      | –                  |

|                 | دینامو کی‌یف | پی‌اس‌وی آیندهوون | نیوکاسل یونایتد | بارسلونا |
| --------------- | ----------- | --------------- | --------------- | -------- |
| دینامو کی‌یف     | –           | ۱–۱             | ۲–۲             | ۳–۰      |
| پی‌اس‌وی آیندهوون | ۱–۳         | –               | ۱–۰             | ۲–۲      |
| نیوکاسل یونایتد | ۲–۰         | ۰–۲             | –               | ۳–۲      |
| بارسلونا        | ۰–۴         | ۲–۲             | ۱–۰             | –        |

### گروه D
| تیم         | بازی | برد | تساوی | باخت | گل زده | گل خورده | تفاضل گل | امتیاز | راه‌یابی            |
| ----------- | ---- | --- | ----- | ---- | ------ | -------- | -------- | ------ | ------------------ |
| رئال مادرید | ۶    | ۴   | ۱     | ۱    | ۱۵     | ۴        | +۹       | ۱۳     | صعود به مرحلهٔ حذفی |
| روزنبورگ    | ۶    | ۳   | ۲     | ۱    | ۱۳     | ۸        | +۵       | ۱۱     | –                  |
| المپیاکوس   | ۶    | ۱   | ۲     | ۳    | ۶      | ۱۴       | –۸       | ۵      | –                  |
| پورتو       | ۶    | ۱   | ۱     | ۴    | ۳      | ۱۱       | −۸       | ۴      | –                  |

|             | رئال مادرید | روزنبورگ | المپیاکوس | پورتو |
| ----------- | ----------- | -------- | --------- | ----- |
| رئال مادرید | –           | ۴–۱      | ۵–۱       | ۴–۰   |
| روزنبورگ    | ۲–۰         | –        | ۵–۱       | ۲–۰   |
| المپیاکوس   | ۰–۰         | ۲–۲      | –         | ۱–۰   |
| پورتو       | ۰–۲         | ۱–۱      | ۲–۱       | –     |

### گروه E
| تیم          | بازی | برد | تساوی | باخت | گل زده | گل خورده | تفاضل گل | امتیاز | راه‌یابی            |
| ------------ | ---- | --- | ----- | ---- | ------ | -------- | -------- | ------ | ------------------ |
| بایرن مونیخ  | ۶    | ۴   | ۰     | ۲    | ۱۳     | ۶        | +۷       | ۱۲     | صعود به مرحلهٔ حذفی |
| پاری سن ژرمن | ۶    | ۴   | ۰     | ۲    | ۱۱     | ۱۰       | +۱       | ۱۲     | –                  |
| بشیکتاش      | ۶    | ۲   | ۰     | ۴    | ۶      | ۹        | –۳       | ۶      | –                  |
| گوتبورگ      | ۶    | ۲   | ۰     | ۴    | ۴      | ۹        | −۵       | ۶      | –                  |

|              | بایرن مونیخ | پاری سن ژرمن | بشیکتاش | گوتبورگ |
| ------------ | ----------- | ------------ | ------- | ------- |
| بایرن مونیخ  | –           | ۵–۱          | ۲–۰     | ۰–۱     |
| پاری سن ژرمن | ۳–۱         | –            | ۲–۱     | ۱–۰     |
| بشیکتاش      | ۰–۲         | ۳–۱          | –       | ۱–۰     |
| گوتبورگ      | ۱–۳         | ۰–۱          | ۲–۱     | –       |

### گروه F
| تیم             | بازی | برد | تساوی | باخت | گل زده | گل خورده | تفاضل گل | امتیاز | راه‌یابی            |
| --------------- | ---- | --- | ----- | ---- | ------ | -------- | -------- | ------ | ------------------ |
| موناکو          | ۶    | ۴   | ۱     | ۱    | ۱۵     | ۸        | +۷       | ۱۳     | صعود به مرحلهٔ حذفی |
| بایر ۰۴ لورکوزن | ۶    | ۴   | ۱     | ۱    | ۱۱     | ۷        | +۴       | ۱۳     | صعود به مرحلهٔ حذفی |
| اسپورتینگ       | ۶    | ۲   | ۱     | ۳    | ۹      | ۱۱       | –۲       | ۷      | –                  |
| لیرسه           | ۶    | ۰   | ۱     | ۵    | ۳      | ۱۲       | −۹       | ۱      | –                  |

|                 | موناکو | بایر ۰۴ لورکوزن | اسپورتینگ | لیرسه |
| --------------- | ------ | --------------- | --------- | ----- |
| موناکو          | –      | ۴–۰             | ۳–۲       | ۵–۱   |
| بایر ۰۴ لورکوزن | ۲–۲    | –               | ۴–۱       | ۱–۰   |
| اسپورتینگ       | ۳–۰    | ۰–۲             | –         | ۲–۱   |
| لیرسه           | ۰–۱    | ۰–۲             | ۱–۱       | –     |

## مرحلهٔ حذفی

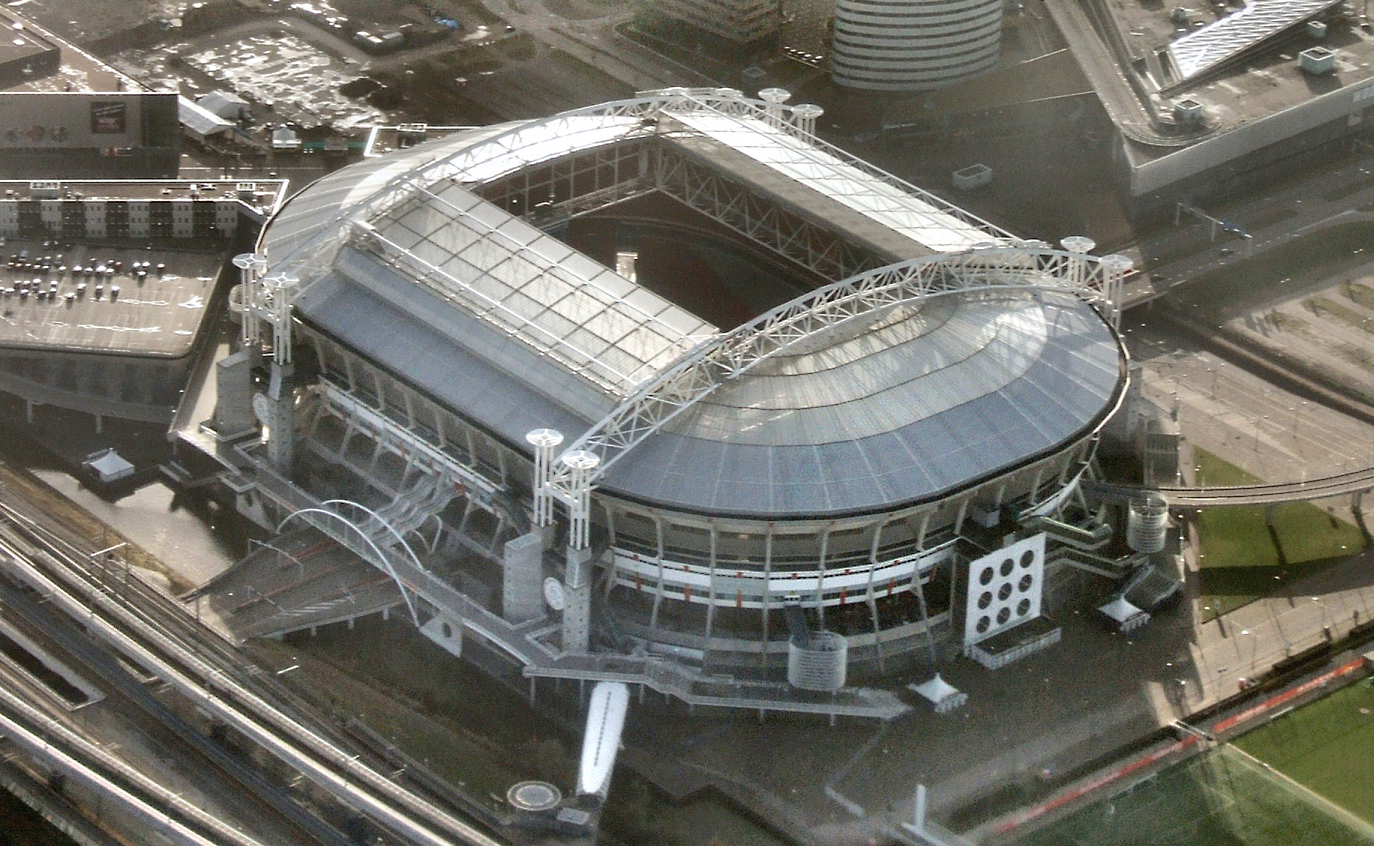
ورزشگاه یوهان کرایف آرنا

تمامی بازی‌های این مرحله به جز بازی فینال به صورت رفت و برگشت انجام شد. اگر مجموع نتایج رفت و برگشت مساوی شد، قانون گل زده در خانه حریف به کار گرفته می‌شود.
|  | یک‌چهارم نهایی   | یک‌چهارم نهایی   | یک‌چهارم نهایی | یک‌چهارم نهایی |   |             | نیمه‌نهایی | نیمه‌نهایی | نیمه‌نهایی | نیمه‌نهایی |  |  | فینال   | فینال |
|  |                 |                 |               |               |   |             |           |           |           |           |  |  |         |       |
|  | یوونتوس         | ۱               | ۴             | ۵             |   |             |           |           |           |           |  |  |         |       |
|  | دینامو کی‌یف     | ۱               | ۱             | ۲             |   |             |           |           |           |           |  |  |         |       |
|  | دینامو کی‌یف     | ۱               | ۱             | ۲             |   | یوونتوس     | ۴         | ۲         | ۶         |           |  |  |         |       |
|  |                 |                 |               |               |   | یوونتوس     | ۴         | ۲         | ۶         |           |  |  |         |       |
|  |                 | موناکو          | ۱             | ۳             | ۴ |             |           |           |           |           |  |  |         |       |
|  | موناکو          | موناکو          | ۱             | ۳             | ۴ | ۰           | ۱         | ۱         |           |           |  |  |         |       |
|  | موناکو          |                 |               |               |   | ۰           | ۱         | ۱         |           |           |  |  |         |       |
|  | منچستر یونایتد  | ۰               | ۱             | ۱             |   |             |           |           |           |           |  |  |         |       |
|  |                 |                 |               |               |   |             |           |           |           |           |  |  | یوونتوس | ۰     |
|  |                 |                 | رئال مادرید   | ۱             |   |             |           |           |           |           |  |  |         |       |
|  | بایر لورکوزن    | ۱               | ۰             | ۱             |   |             |           |           |           |           |  |  |         |       |
|  | رئال مادرید     | ۱               | ۳             | ۴             |   |             |           |           |           |           |  |  |         |       |
|  | رئال مادرید     | ۱               | ۳             | ۴             |   | رئال مادرید | ۲         | ۰         | ۲         |           |  |  |         |       |
|  |                 |                 |               |               |   | رئال مادرید | ۲         | ۰         | ۲         |           |  |  |         |       |
|  |                 | بروسیا دورتموند | ۰             | ۰             | ۰ |             |           |           |           |           |  |  |         |       |
|  | بایرن مونیخ     | بروسیا دورتموند | ۰             | ۰             | ۰ | ۰           | ۰         | ۰         |           |           |  |  |         |       |
|  | بایرن مونیخ     |                 |               |               |   | ۰           | ۰         | ۰         |           |           |  |  |         |       |
|  | بروسیا دورتموند | ۰               | ۱             | ۱             |   |             |           |           |           |           |  |  |         |       |

### یک‌چهارم نهایی
| تیم ۱        | نتیجه نهایی | تیم ۲           | بازی رفت | بازی برگشت |
| ------------ | ----------- | --------------- | -------- | ---------- |
| بایر لورکوزن | ۱–۴         | رئال مادرید     | ۱–۱      | ۰–۳        |
| بایرن مونیخ  | ۰–۱         | بروسیا دورتموند | ۰–۰      | ۰–۱        |
| یوونتوس      | ۵–۲         | دینامو کی‌یف     | ۱–۱      | ۴–۱        |
| موناکو       | ۱–۱         | منچستر یونایتد  | ۰–۰      | ۱–۱        |

### نیمه‌نهایی
| تیم ۱       | نتیجه نهایی | تیم ۲           | بازی رفت | بازی برگشت |
| ----------- | ----------- | --------------- | -------- | ---------- |
| رئال مادرید | ۲–۰         | بروسیا دورتموند | ۲–۰      | ۰–۰        |
| یوونتوس     | ۶–۴         | موناکو          | ۴–۱      | ۲–۳        |

### فینال
| یوونتوس | ۰–۱   | رئال مادرید  |
| ------- | ----- | ------------ |
|         | گزارش | میاتوویچ ۶۶' |

## قهرمان
| قهرمان لیگ قهرمانان اروپا ٩٨-١٩٩٧ |
| --------------------------------- |
| رئال مادرید                       |
| هفتمین قهرمانی                    |

## برترین گلزنان
آمار شامل دور انتخابی نمی‌شود.
| رتبه | نام              | تیم             | گل |
| ---- | ---------------- | --------------- | -- |
| ۱    | الساندرو دل‌پیرو  | یوونتوس         | ۱۰ |
| ۲    | تیری آنری        | موناکو          | ۷  |
| ۳    | فیلیپو اینزاگی   | یوونتوس         | ۶  |
| ۳    | سرهی ربروف       | دینامو کی‌یف     | ۶  |
| ۵    | اندرو کول        | منچستر یونایتد  | ۵  |
| ۵    | آندری شوچنکو     | دینامو کی‌یف     | ۵  |
| ۷    | استفان بینلیش    | بایر لورکوزن    | ۴  |
| ۷    | اوکتای درلی‌اوغلو | بشیکتاش         | ۴  |
| ۷    | امرسون           | بایر لورکوزن    | ۴  |
| ۷    | ویکتور ایکپبا    | موناکو          | ۴  |
| ۷    | کارستن یانکر     | بایرن مونیخ     | ۴  |
| ۷    | فرناندو مورینتس  | رئال مادرید     | ۴  |
| ۷    | سیگور روشفلت     | روزنبورگ        | ۴  |
| ۷    | داور شوکر        | رئال مادرید     | ۴  |
| ۷    | دیوید ترزگه      | موناکو          | ۴  |
| ۷    | استفان چاپیوسات  | بروسیا دورتموند | ۴  |
| ۷    | هارالد براتباک   | روزنبورگ        | ۴  |
| ۷    | روآر استراند     | روزنبورگ        | ۴  |